# 小穂

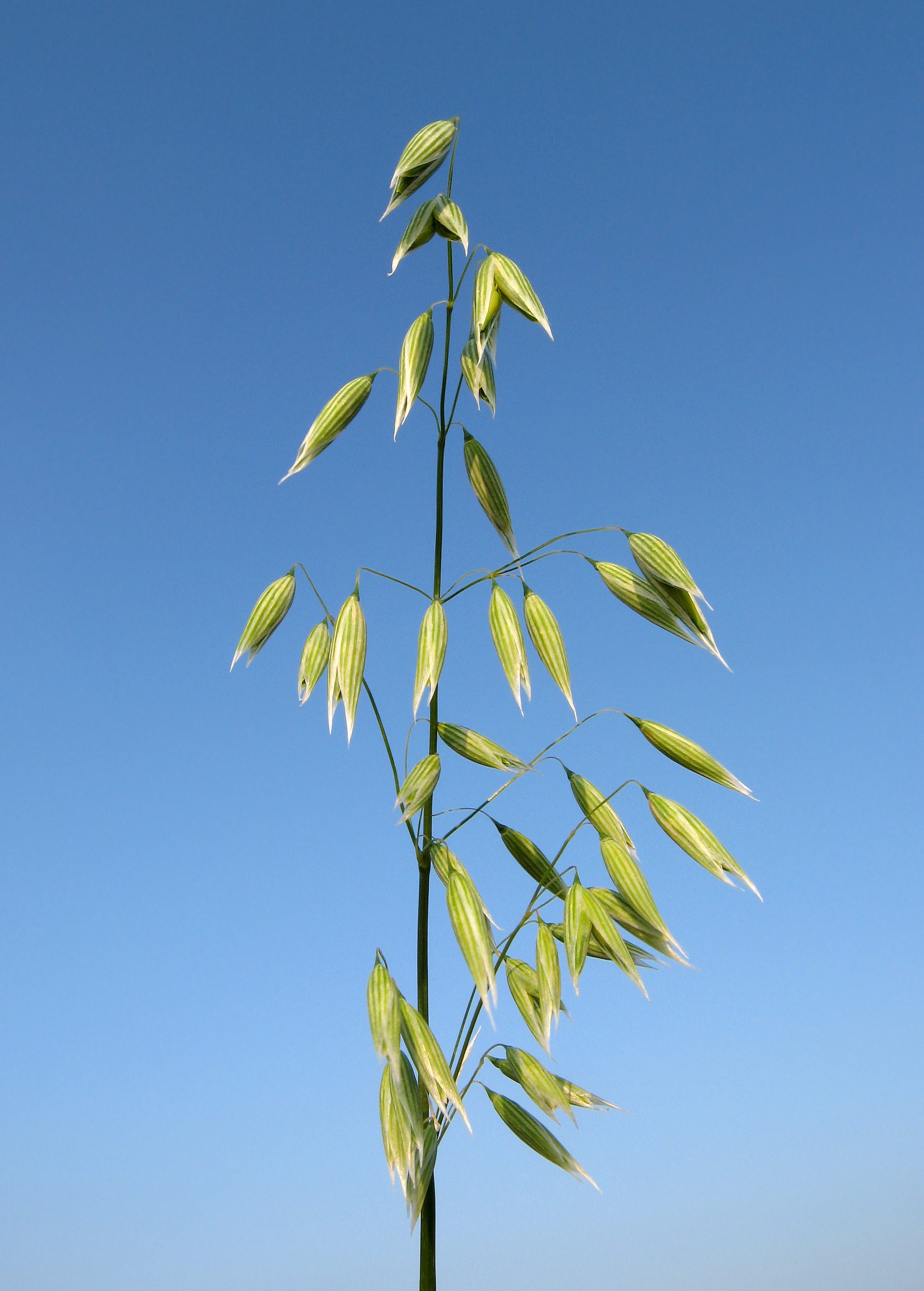
カラスムギ（イネ科）
ぶら下がっているのが小穂

小穂（しょうすい）とは、イネ科やカヤツリグサ科における花を含む構造のことである。通常は複数の花を含み、鱗片状の構造が折り重なったものである。本来は花序に由来する構造だが、この類ではこれが花序を構成する単位となっている。

## 概説
イネ科やカヤツリグサ科の植物は花らしい形の花をつけず、その代わりに緑色や褐色のまとまった形のものを花序につける。時期が合えばそこから雄蘂や雌蘂が出るのが見え、これが花を含む構造であることがわかる。このようなものを小穂という。
これらの2科は虫媒花の先祖から風媒花へ進化し、その過程で花弁などを失い、花の構造が単純化したと考えられる。だが同時に、そのような花をつける枝が短縮し、苞葉が変化した鱗片や穎と呼ばれる構造の間に花が囲まれることで小穂を形成したと考えられる。
小穂は複数の花を含む花序に由来するので、普通は複数の花を含む。イネのように単独の花のみを含む場合もあるが、その場合でも元は複数の花を含んでいたものであり、それが他の花を退化させて今の状態になったものと考えられる。また退化した花の一部が残る場合も珍しくない。
小穂は花序に由来するが、この群ではそれ自身が花序を構成する要素として扱われ、この類で○○花序という場合、小穂の配置を指す。
具体的な構造は2つの科で大きく異なるため、詳細はそれぞれ別に説明する。なお、この2科以外に南半球だけに分布するサンアソウ科 Restionaceae のものも小穂を形成する。鱗片が螺旋状に並んだもので、系統的にはイネ科に近いとされる。

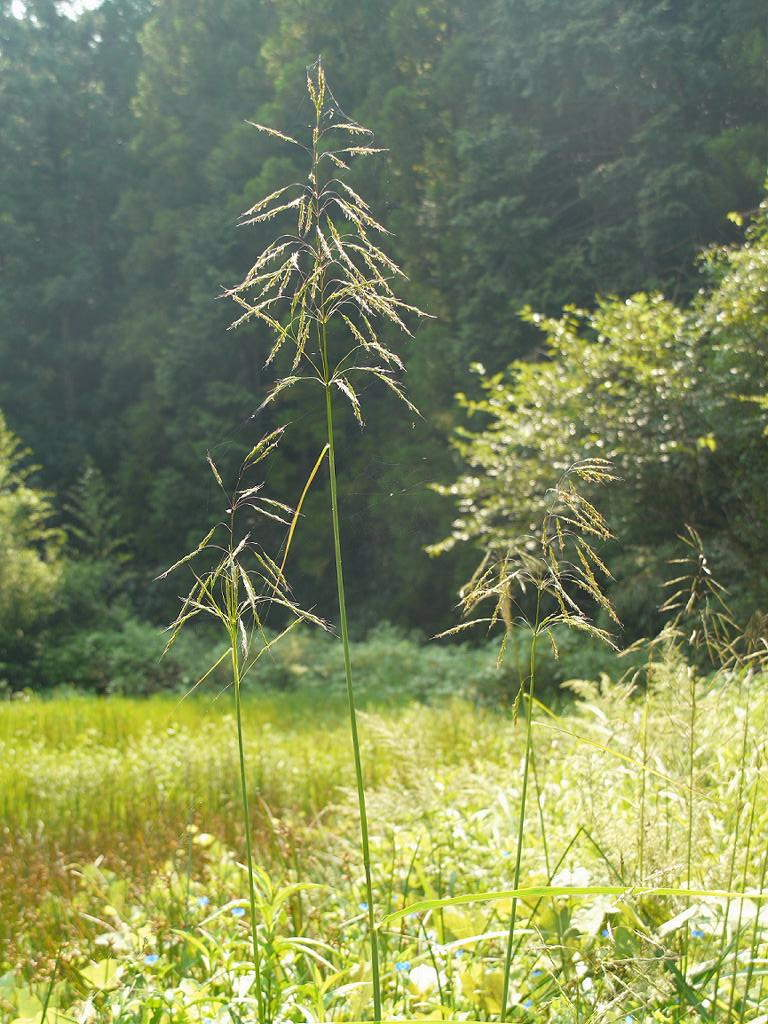
アブラススキ(イネ科アブラススキ属）
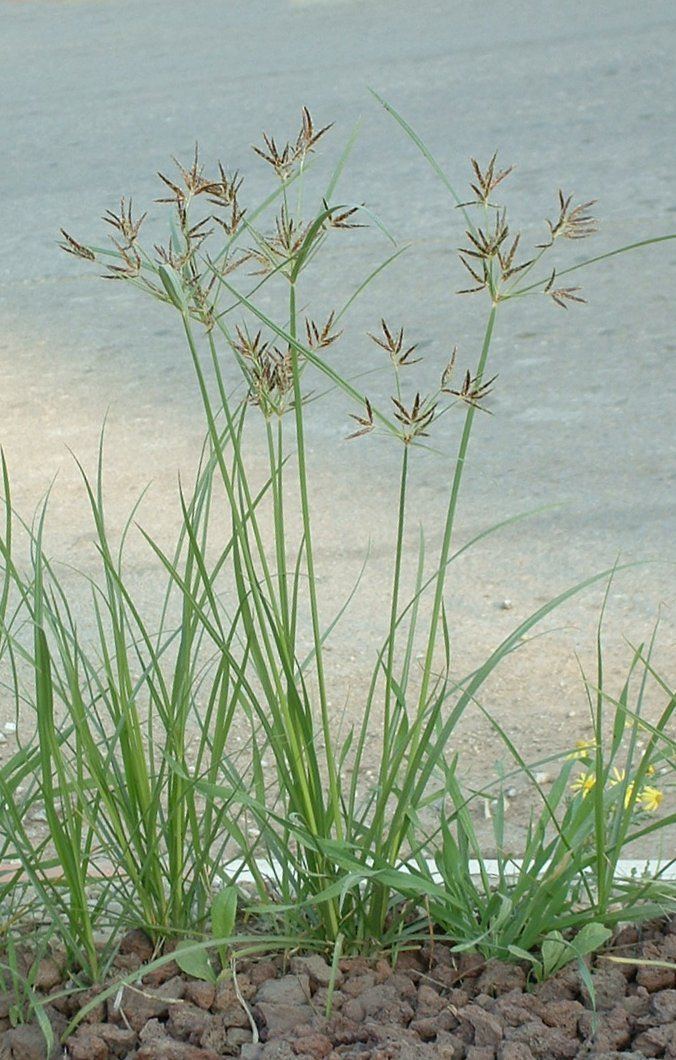
ハマスゲ(カヤツリグサ科カヤツリグサ属)
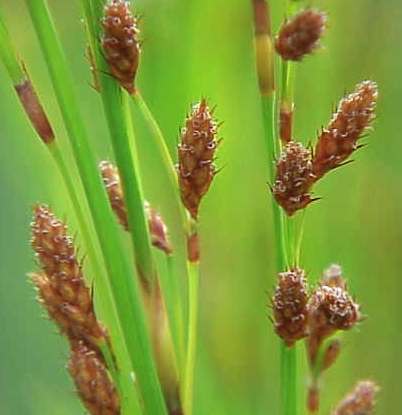
Restio tetraphyllus（サンアソウ科）

## その進化について
単子葉植物の花の基本的な構造は、たとえばユリ科に見られる。中央の雌蘂を囲む雄蘂は内輪と外輪で各3本、計6本あり、花被も内外各3弁、合わせて6弁ある。これは内輪を花弁、外輪を萼と言うこともある。これが風媒花となった進化の結果は、イグサ科に見ることが出来る。外見的には花弁があるとも見えないものの、詳しく見れば小さいながらも内外各3弁の花被と6本の雄蘂を備える。
イネ科とカヤツリグサ科の花は、この方向の変化をより徹底したものである。花被片は大きく退化して、イネ科では内花被片2つが雌蘂の基部に1対の小さな鱗被の形で、カヤツリグサ科では細い糸状から針状の付属体となるか、あるいは完全に無くなる。
つまり花の構造はほぼ雄蘂と雌蘂だけになっている。それに代わるように、花の基部にあった苞葉が花を包む形に変化している。これを穎（えい）と言う。ただしカヤツリグサ科では鱗片と呼ぶことが多い。果実が成熟すると、果実は単独でなく、それらの穎に包まれて落下する場合があり、イネ科では特にその例が多い。これを穎果という。
小穂の構造自体はたとえばグラジオラスのように花が花茎に穂状に並んでつき、それぞれの基部に苞葉があるものを考えると理解しやすい。つまり、そのような花序において、花がごく小さくなって苞葉の内側に隠れ、その上で花序全体が短縮してまとまった形を取ったと考えるとよい。

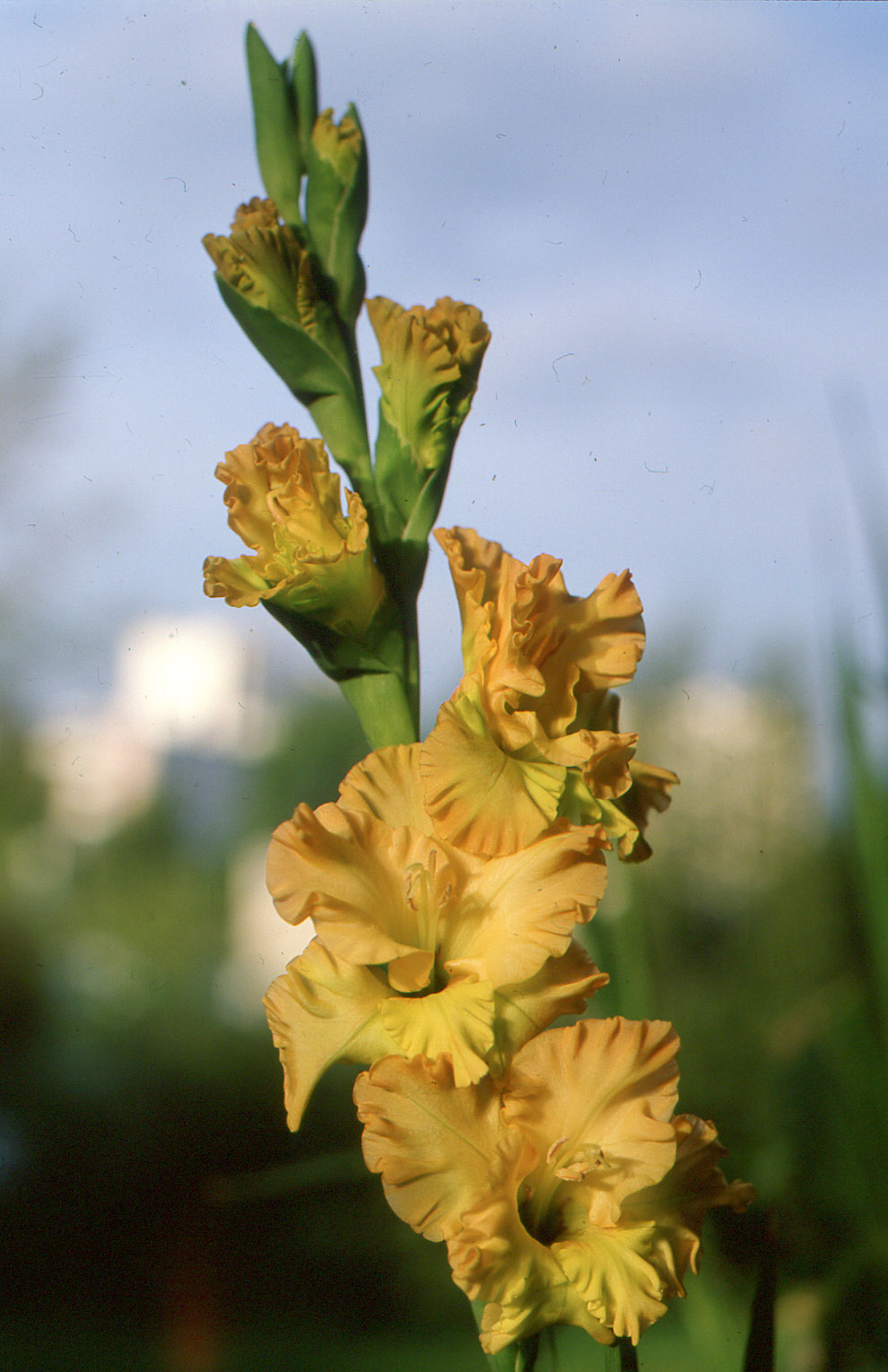
グラジオラス 花の基部には苞葉がある
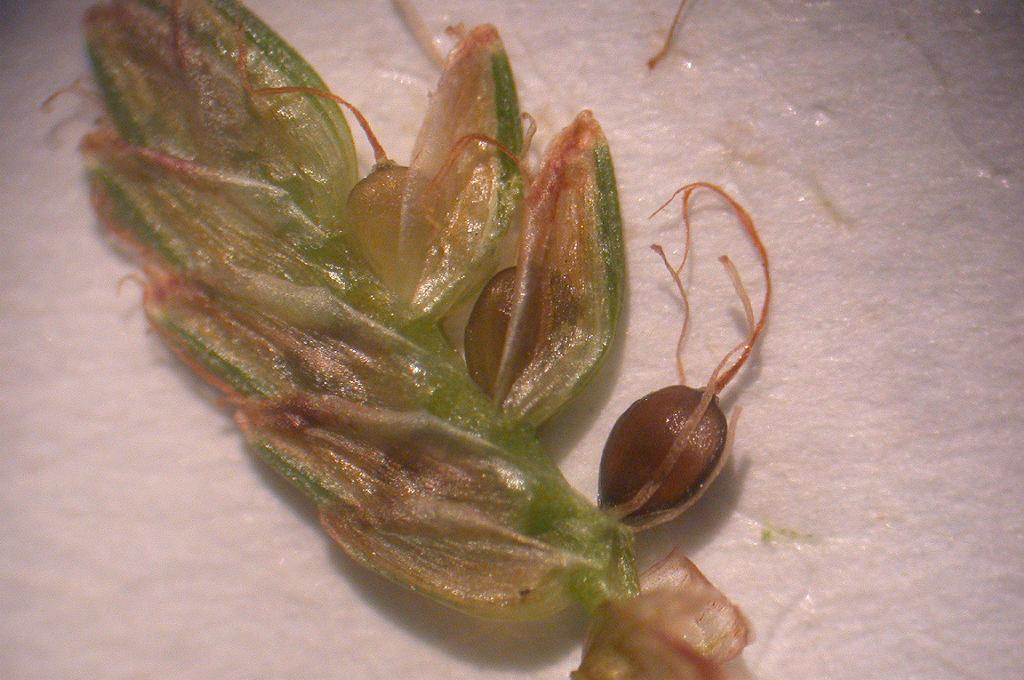
カワラスガナ（カヤツリグサ科） 鱗片毎に花が含まれる
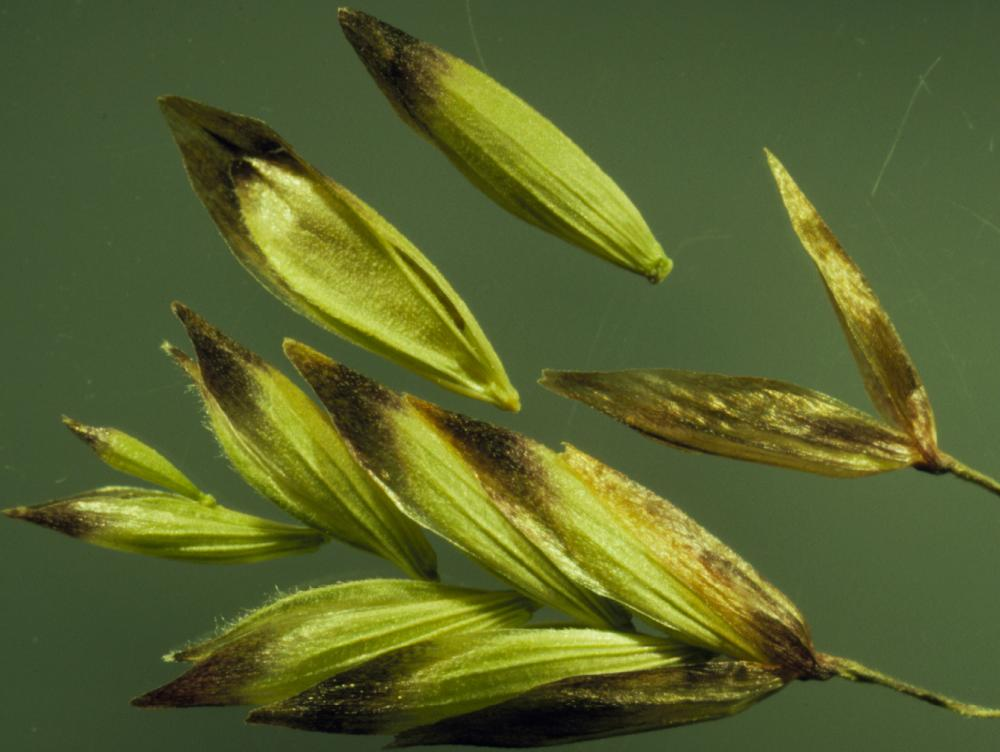
Melica spectabilis（コメガヤ属・イネ科）穎は苞葉に由来する

## 用語
小穂に関しては多くの特殊な用語がある。詳細はイネ科とカヤツリグサ科では異なるので、ここでは共通する部分だけを見る。
まず、小穂は日本語では統一されているが、英名はカヤツリグサ科の大部分とイネ科ではspikelet をあて、カヤツリグサ科スゲ属では spike である。これは実のところスゲ属の小穂が本当は小穂でないことに依る。それについてはスゲ属の該当の項を参照のこと。
小穂に含まれる個々の花は小花 floret という。ちなみにこの語はキク科などの頭状花序にも使われる。小花は基部に近い方から第一小花、第二小花という風に順に呼ぶ。これはイネ科では特に重要だが、カヤツリグサ科では余り問われないことが多い。
カヤツリグサ科の一部、スゲ属やシンジュガヤ属などでは花は基本的に単性で、雄花と雌花の区別がある。それ以外のカヤツリグサ科とイネ科は基本的には両性花であるが、部分的には単性となった花をつける。このような単性花は一つの小穂に集まる場合があり、そのような場合雄小穂・雌小穂、あるいは雄性小穂・雌性小穂と呼ぶ。同一の小穂に雄花と雌花が共存する場合、先端側と基部側で分かれて生じる例が多く、先端側が雄花の場合には雄雌性、先端側が雌花の場合には雌雄性という。
両性花の一部が雄性、あるいは不実になっている場合、完全な雌蘂を有して果実を作る小花を登実小花と呼ぶ。その付属物についても、たとえば登実護穎などと呼ぶ例もある。中には小穂一つが全て不実の小花からなる例もあり、その小穂は全く生殖に与らない。たとえばジュズダマでは雄性小穂と雌性小穂が分化し、雌性小穂が数珠に使われることもある硬化した苞葉の中にあるが、そこに三小穂を含む内、完全なものは一つだけで、後の二小穂は雄蘂も雌蘂も含まない。
一つの小穂に含まれる小花の一部が退化する例もよく見られる。小花が退化して無くなった例でもその花に属する鱗片など痕跡が残ることが多く、そのような場合、そこに花があったことを理解しなければ構造の意味を見誤る。たとえば後述するがイネの花は単一の花のみを含むが、本当は3個の花を含む構造に由来する。
この類の分類では小穂の構造が重要である。従ってそれを同定する場合、丁寧に解剖し、それを構成する鱗片がどこに当たるものか、小花の構成や性別、鱗片の形といったことを観察し、その意味を判断することが重視される。観察には少なくともルーペ、それに柄付き針などを用いる。またこのような観察の時期も重要である。イネ科では雄蘂雌蘂が揃っている開花直前が望ましい。これに対して、カヤツリグサ科では果実が成熟した時の特徴が多く重視され、そのため、この時期でなければ正確な同定が難しい例が多い。
上記のように、小穂はそれ自体が花序に由来する構造であるが、この群では小穂が花序の構成要素として扱われ、小穂の配置をさして花序とする。つまり小穂をつける枝が分枝するかどうか、小穂に柄があるかどうかといった点が全体の外観を大きく決めるので、これで花序を命名する。それはたとえば以下のようなものである。
- 穂状花序：花序の枝が分枝せず、そこに柄のない小穂が枝の上に並ぶもの。
- 総状花序：穂状花序に似て、小穂が柄を持つもの。
- 円錐花序：花序の枝が分枝して、またその枝がさらに分枝してその先端に小穂をつけるもの。枝がよく伸びれば全体が円錐状になる。
  - 円錐花序で分枝がごく短縮すると全景が円筒形や棒状になり、一見穂状花序のようになる。これを特に密集円錐花序と言うことがある。

イネ科では穂状花序と総状花序をまとめて総 recemus ということがある。また、花序の主軸から分枝のない枝が複数出て、そこに穂状花序や総状花序の形に小穂を配置する場合、それも総という。群によっては総が小穂の出る節毎に関節をもち、果実の成熟時に折れるものがあり、分類上の特徴となる。
また、総からなる花序では小穂が二つずつ組になって生じる例がある。普通は一つの節に柄の長さの異なる小穂が組になるので、長柄小穂と短柄小穂と呼ぶ。柄の短いものが極端に短くなって無柄となった場合、有柄小穂と無柄小穂と呼ぶ。このようなものはイネ科のヒメアブラススキ連やキビ亜科のものなどに見られる。

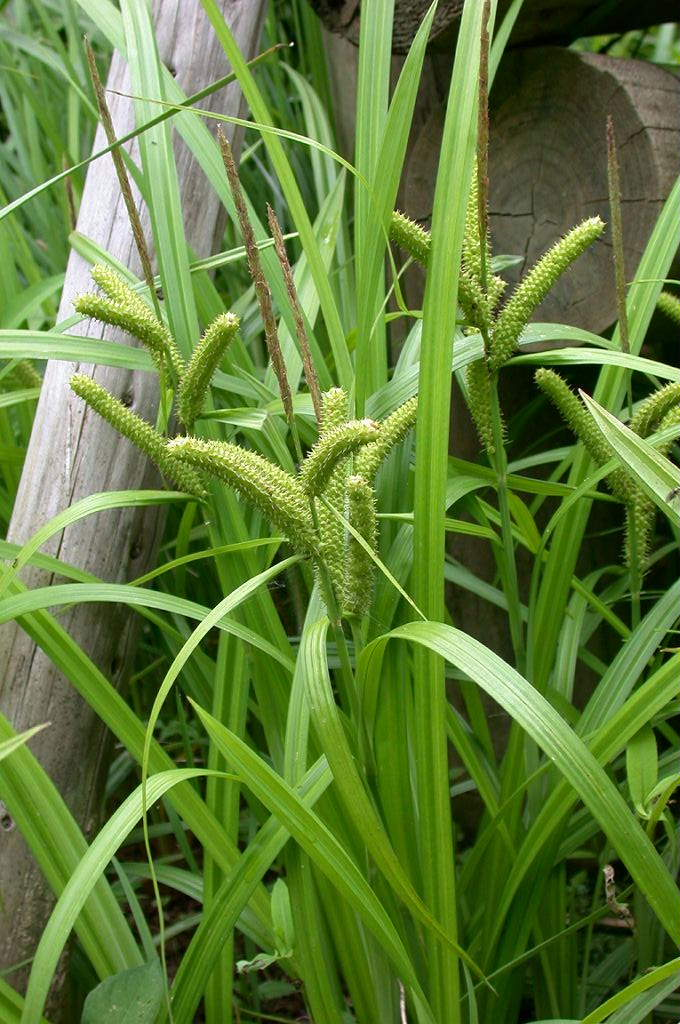
ミヤマシラスゲ(カヤツリグサ科スゲ属） 総状花序で頂小穂は雄性、側小穂は雌性
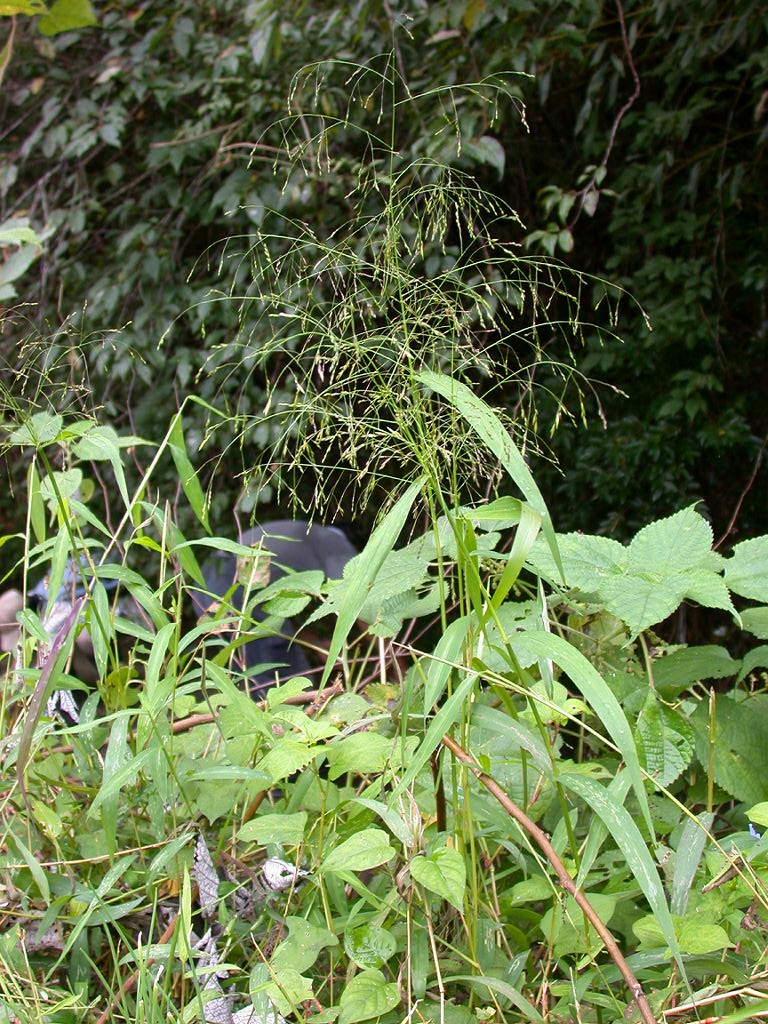
ヌカキビ(イネ科キビ属） 円錐花序
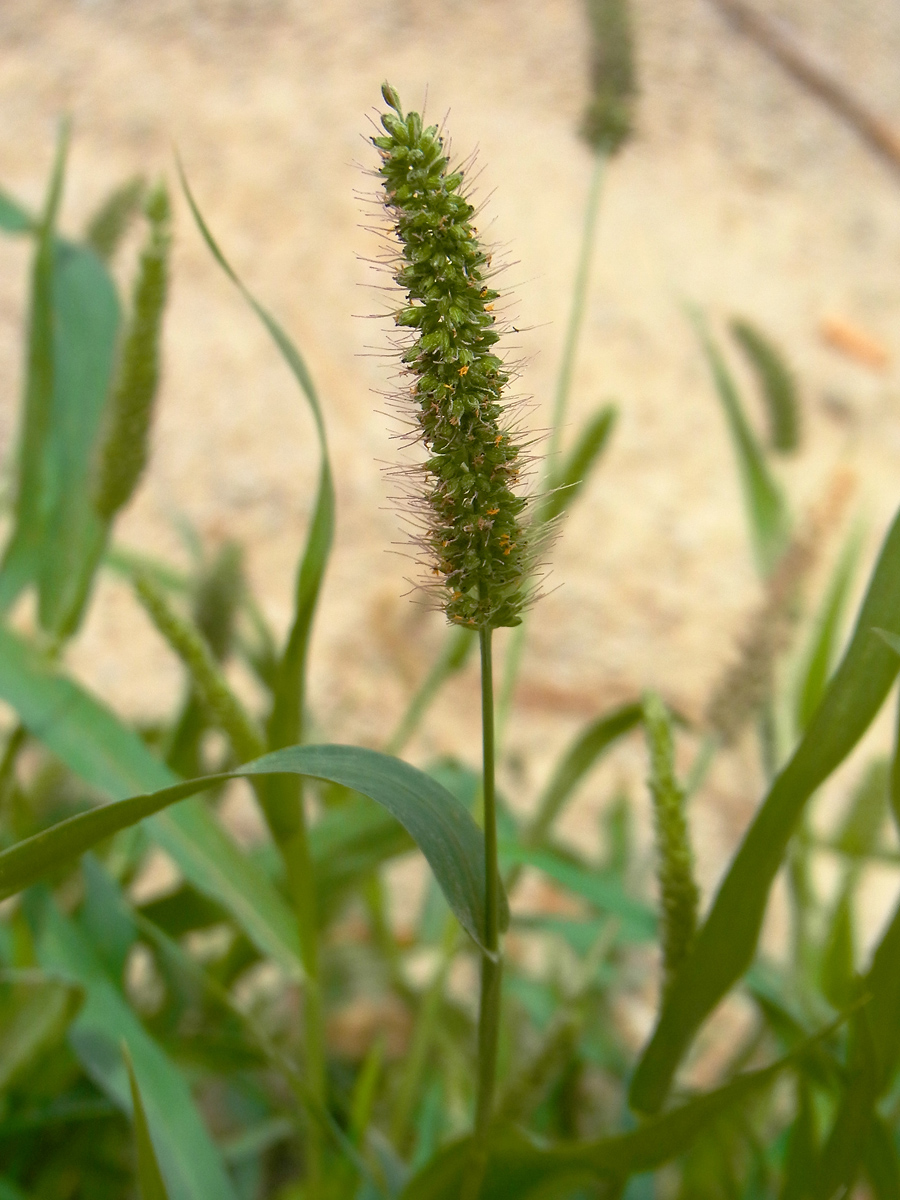
エノコログサ(イネ科エノコログサ属） 円錐花序だが側枝が短縮している例
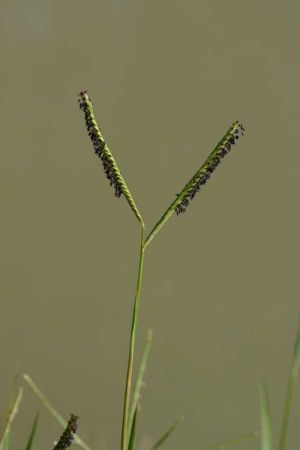
キシュウスズメノヒエ(イネ科スズメノヒエ属） 花茎の先端から2本の総が出る
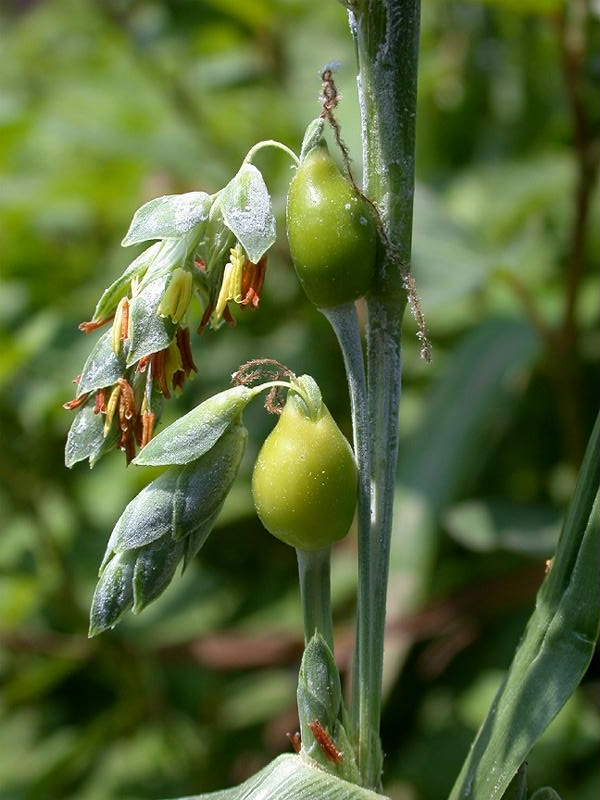
ジュズダマ(イネ科ジュズダマ属） 垂れ下がるのが雄性小穂 楕円形の鞘に雌性小穂が収まり、柱頭だけが出る 鞘の口に見えるのは不実小穂の先端

## カヤツリグサ科の場合

スゲ属植物の花・模式図
A:雄花の花式図
B・C：雌花の花式図
D：雌花の模式図

カヤツリグサ科の植物では、苞に由来する鱗片の基部に小花が一つあるものを単位にして、これが軸にそって並んだものが小穂である。その配置は螺旋形のものが多いが、二列性を示す例もある。螺旋に配列するものは小さな松ぼっくりのような姿に、二列に配置するものは扁平な形になりがちである。イネ科の包穎のように元々小花を含まない鱗片はない。
鱗片は小花の上に覆い被さる形になり、果実の成熟時には鱗片と果実はそれぞれバラバラに脱落する例が多い。ただし、たとえばヒメクグ属などは小穂の基部から脱落し、ムツオレガヤツリでは鱗片が小花を含んで軸に巻き付き、軸には関節があって果実一つ分ずつ折れて散布される。後述のスゲ属における果包は袋状なので、果実を含んで脱落する。鱗片の柱脈が突出して芒となる例もあるが、イネ科のそれのように鋭く突出する例は少ない。
花被は退化傾向がはっきりしており、やや厚みのある花被片としての面影を残した形（クロタマガヤツリ属）もあるが、より多くの例では糸状や針状などの形で残る。ただしその場合も鱗片の内部にとどまって外からは見えない例（ハリイ属・フトイ属など）が多い。例外的にワタスゲ属では長く伸びてよく目立つ。さらに完全に退化して消失する例（カヤツリグサ属・テンツキ属など）もある。
従ってその構成は、両性花では外側に鱗片があり、その内側に（あれば）花被片由来の付属物、3-6本の雄蘂、雌蘂という風になる。
これ以外に苞葉由来と見られる構造が含まれる例もある。ただし共通する名はない。ヒンジガヤツリ属では薄膜状の被膜が鱗片と向き合う位置にあって両者で花を包む。この皮膜の由来は諸説あって定説がない。詳細は属の項目を参照。スゲ属などの雌性小花では雌蘂を包む袋状の構造があり、これを果胞と呼ぶ。これは位置から見ると花被由来のようにも見えるが、小花そのものに属するものではなく、その柄の基部の苞葉が変化したものとされる。果包内部から新たな小花を生じる例があることから、このような判断がある。また、ウンキニア属では果包内部、小花の基部から鉤状の突起が出る。
小花の性別とその配置に関しては、カヤツリグサ属など両性花をつける群で、一部に雄性花が見られる。スゲ属などではすべて単性花で、性別によって小穂を異にする場合や、小穂の中でどちらかに集まる例が多い。これについては上述したとおりである。
小穂には多くの小花を含むものが多く、スゲ属では数十個も含む例がある。少ないものは数個しか含まないものもあり、さらに一部の小花が退化し、登実小花が少なくなっている例もある。たとえばヒメクグでは小穂は鱗片三枚からなるが、小花は一つしかない。アンペライ属では数枚の鱗片からなる小穂の基部側の小花が果実を生じ、先端側の小花は雄花となる。ヒトモトススキ属でも数枚の鱗片を含む小穂を作るが、その中に2花のみを含む。特殊なものとしては、スゲガヤ類では小穂の基部にある鱗片の腋からごく少数の小花を含む小穂様の構造を生じ、これを偽小穂という。それ以上の構造の複雑さや多様さは、カヤツリグサ科ではイネ科ほどではない。

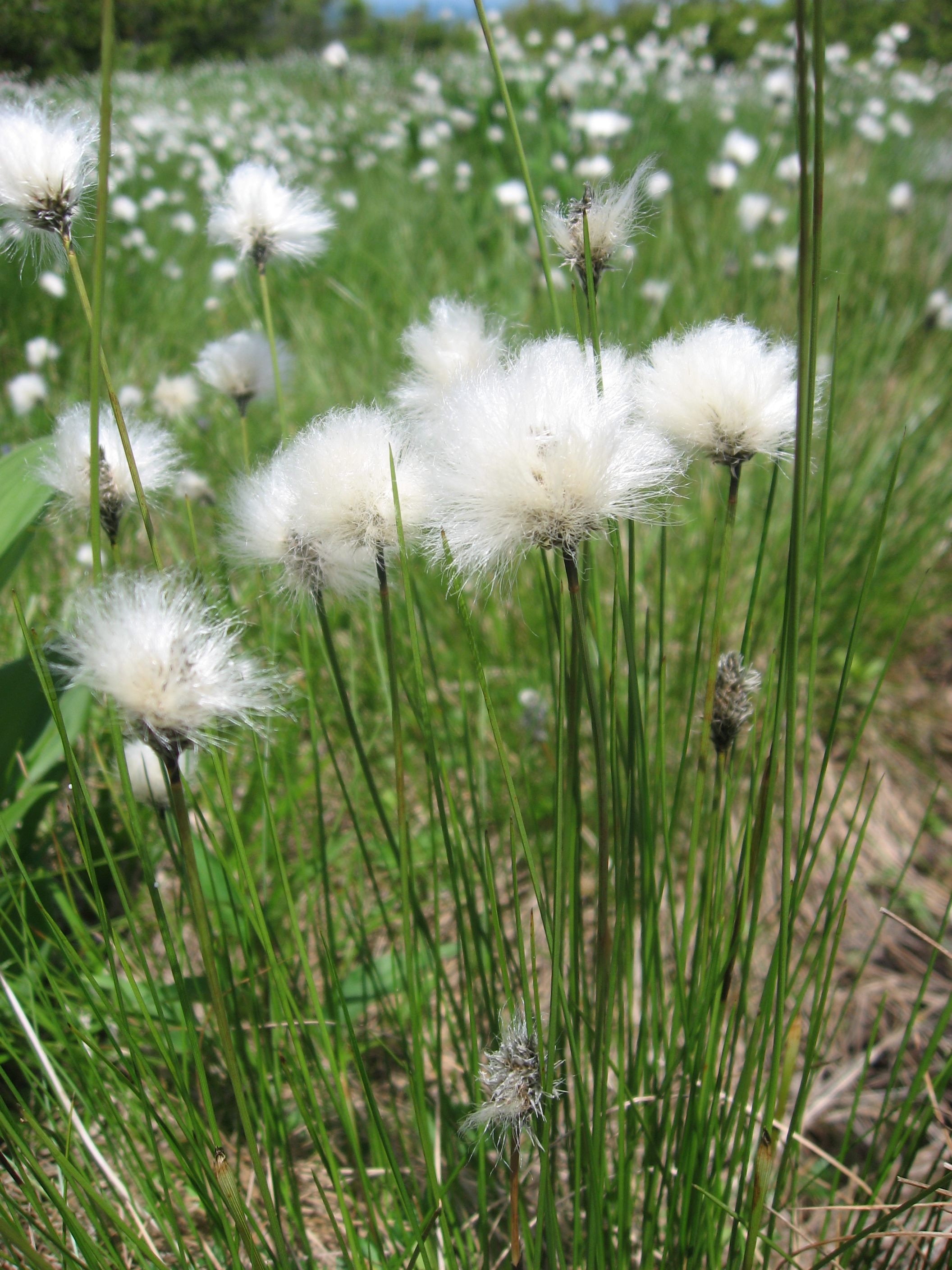
ワタスゲ(ワタスゲ属)：白いのが伸び出した花被片
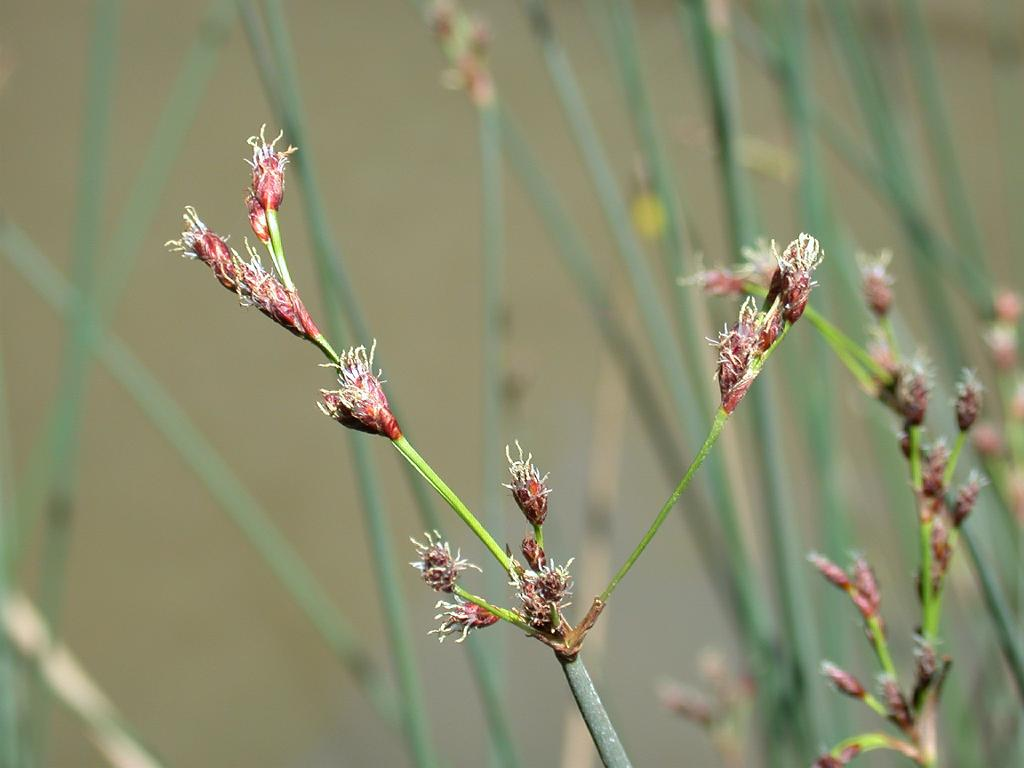
フトイ(フトイ属）鱗片はらせんに配列
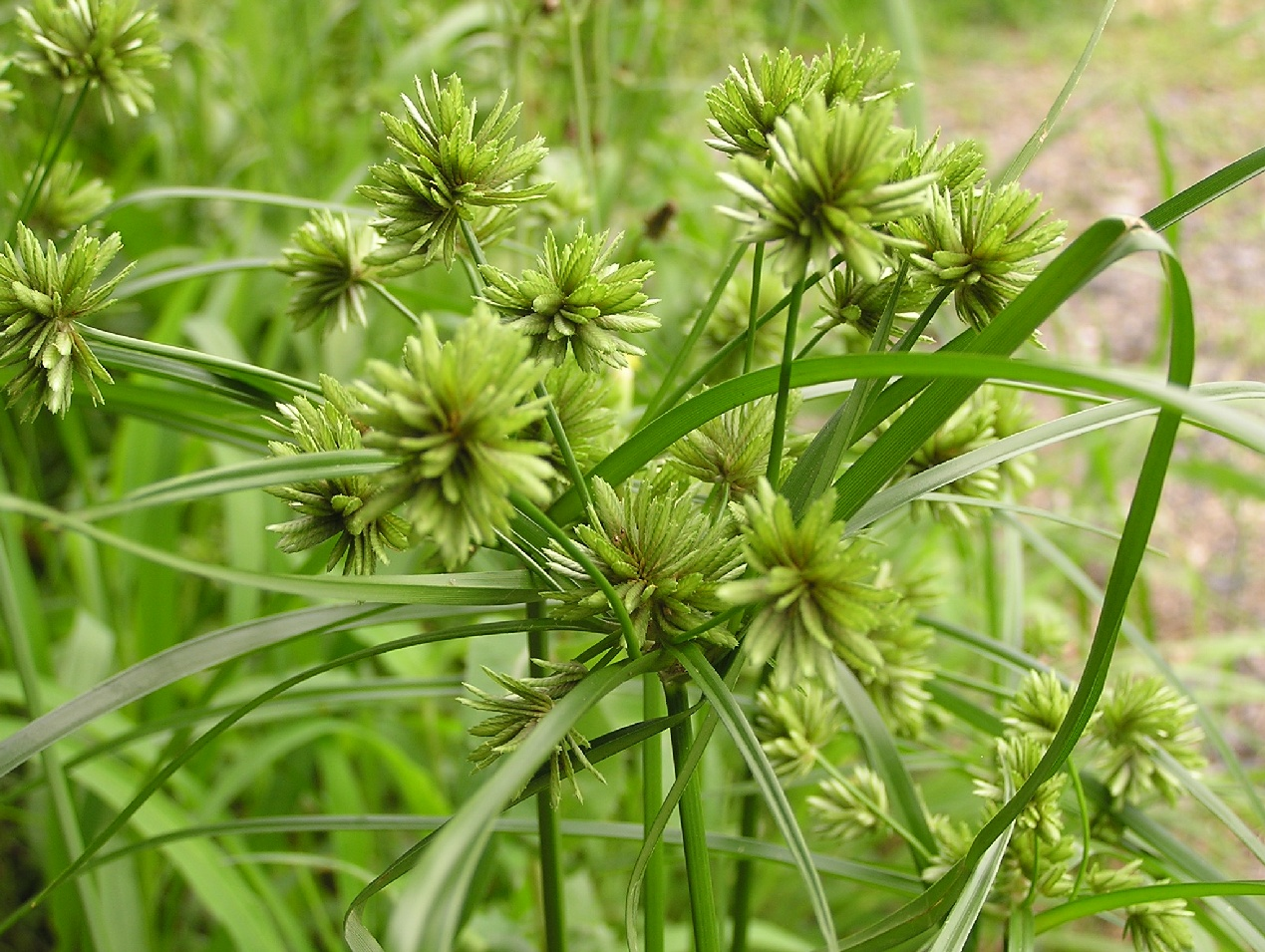
メリケンガヤツリ(カヤツリグサ属）鱗片は二列性で小穂は扁平
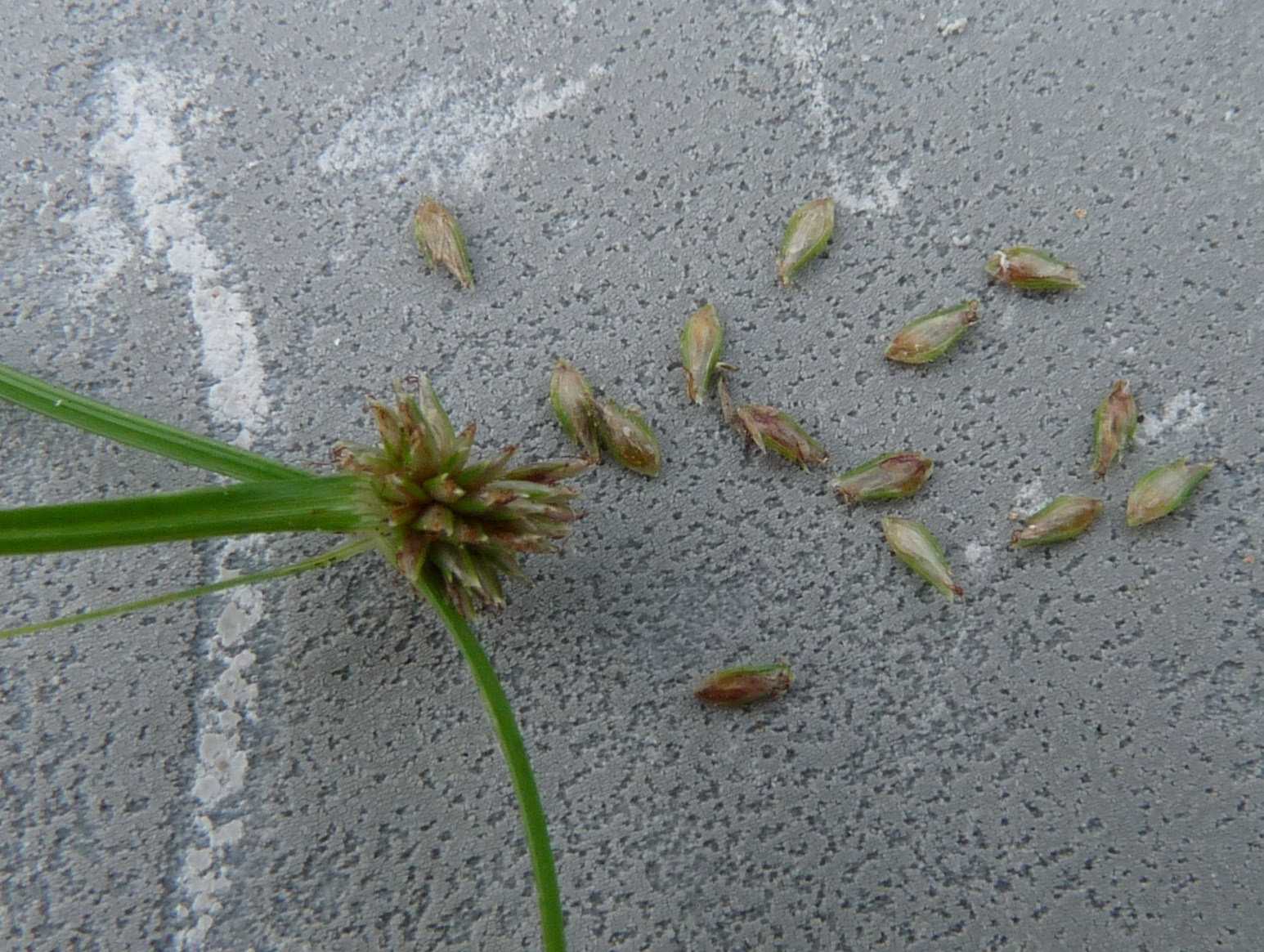
ヒメクグ(ヒメクグ属）：小さな小穂は根元から落ちる。

## イネ科の場合

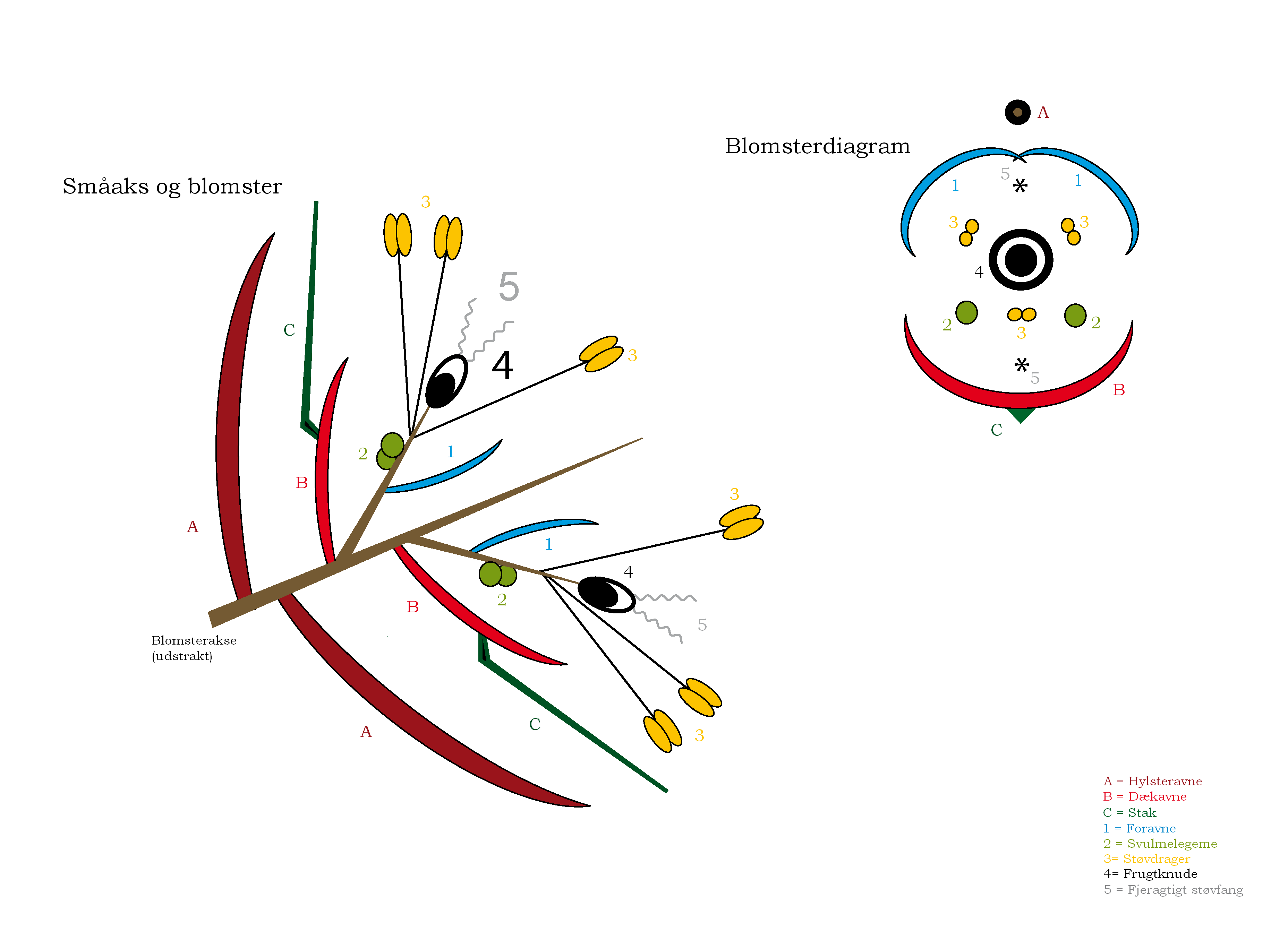
イネ科の花の概念図
左：小穂の模式図（二小花を含む）
A：包穎（上が第一・下が第二）
B：護穎
C：護穎の芒
1：内穎
2：りん皮
3：雄蘂
4：子房
5：柱頭
右：花式図

イネ科の花では花被片は二個の鱗皮 lodicule となり、ほとんど見て取れない大きさに退化する。従って小穂の構成要素は苞葉由来の鱗片群が中心となっている。これらの配置や構造は分類上重要である。ただ、その名については複数の説がある。ここでは長田(1993)に従っておく。それ以外の用例については長田に基づき、脚注に出しておく。
イネ科の小穂は基本的には主軸に対して花が二列の互生に配置した穂状花序に由来する。小花の基部には苞葉由来の鱗片が二枚あり、小花はこれらに包まれる形になる。小穂は基本的には複数の花を含むので、これらの鱗片は含まれる小花の数の2倍あることになる。この鱗片の外側のものを護穎（ごえい） lemma 、内側のものを内穎（ないえい） palea という。護穎は軸に対して小花の外側に、内穎は内側に位置する。さらに小穂の最下には小花を含まない鱗片が二枚あり、これは花序の基部にあった苞葉に由来する。これを包穎（ほうえい） glume という。そのうち外側を第一包穎、内側を第二包穎という。なお、キビ類やモロコシ類には小花が二つだけになった類似した型を持つが、それらの穎には別の呼称を当てており、これについてはこの型についての項で記述する。
穎が中央などで二つ折りになっている場合、その折れ目の背中側を竜骨 keel という。竜骨は包穎や護穎では中央に一本あるが、内穎では二本ある場合が多い。これは、護穎と向き合う位置にあった二つの苞葉が癒合した結果と見られる。また包穎や護穎の中脈の先端が糸状や針状に突出する例がよくあり、これを芒 awn という。なお、エノコログサなどに見られる針状のものは芒ではなく小穂の柄から生じるもので、これは刺毛という。花序の枝から変化したものと考えられる。
小穂の中で、小花の間をつなぐ軸を小軸 rachilla という。ノガリヤス属などでは小穂には第一小花のみを含むが、第二小花に続く小軸だけが残存し、これを小軸突起 rachilla extension という。複数の小花を小穂に含む場合、小軸に小花毎に関節があって成熟時には折れて散布される例が多い。だが、小花だけで落ちるものや包穎を含めた小穂全体が折れ落ちる例など様々である。

### 小穂の型について
イネ科の小穂の変形の過程を考えて幾つかの型に分けることが行われる。
ウシノケグサ型
グラジオラスのような花序を小穂の原型と見れば、もっとも基本的な型として、一組の包穎があり、そこから上に護穎と内穎に包まれた小花が並ぶ形となる。小穂全体が左右から扁平で、それぞれの穎は左右から折りたたまれたようになるものが多い。小花の数は少ないものでは3個から、十数個に達する例もあるが、下のものが大きく、先端方向のものが小さく、時に先端から退化する。ウシノケグサ属やドクムギ属、カモジグサ属など多くのものがあり、ササ・タケ類もこれにあたる。
なおこの型では栄養状態で小花の数が変わる例もある。
ヌカボ型
ウシノケグサ型から、最下の小花だけが残り、それより先端のものが全て退化したと考えられる型。上方からの退化傾向が最下の小花まで達した形。ヌカボ属の他、アワガエリ属、ネズミノオ属、ヒエガエリ属など。また、カラスムギ属やコメススキ属等は小花二つを包穎の中に含み、これらはウシノケグサ型からヌカボ型への移行型と見られる。
ここまでのものでは、小花は先端側から退化傾向を示す。これに対して以降のものでは小花は基部のものから退化の傾向を見せる。
コウボウ型
小花は3個あり、先端の1小花が両性花で、下2花は雄性または無性花となったもの。ただしこれ全体が包穎に包まれ、細部の構造を見るのは難しい。コウボウ属の他、ハルガヤ属などがこれである。
トダシバ型
小花は二つで、先端側のもの（第二小花）が両性花、基部側（第一小花）が雄性。さらにトダシバでは第二小花にだけ束毛があるなど、形態的にも異なる。
エノコログサ型
小花は二個で、それらが一対の包穎に包まれる。ただし先端側の第二小花が完全なのに対して基部側の第一小花は大きく退化し、雄蘂や雌蘂はもちろん、内穎もほとんど消失し、護穎だけが残る。つまり小花は一つしかなく、二枚の包穎、二枚の護穎と一枚の包穎にそれが包まれる、という構造となって、単一の花だけを含むように見える。包穎は小さめ、護穎や第二小花の内穎は革質でよく発達し、第一小花の内穎は完全に消失する例も膜質の状態で残る例もある。
この型の小花では穎の呼称を以下のように使うことも多い。
一般の呼称：第一包穎・第二包穎・第一小花の護穎・第二小花の護穎・第二小花の内穎
この類の場合：第1穎・第2穎・第3穎・第4穎・内穎
エノコログサ属の他にチカラシバ属、ヌメリグサ属、チジミザサ属、スズメノヒエ属、メヒシバ属などキビ連の多くの属がこれである。
モロコシ型
エノコログサ型に近くて、第一小花の退化がさらに進んだもの。第一小花は膜質の護穎のみが残る。また第二小花の護穎と内穎も膜質となり、逆に包穎が質が厚く発達する傾向がある。ススキ属、カリマタガヤ属、モロコシ属、アシボソ属などがこれである。
なお、この型の場合もエノコログサ型と同じ穎の呼称を使うことがある。
サヤヌカグサ型
やはり単一の小花のみを持つ。だがこれは元々は三小花からなる構造であり、たとえばイネでは両性花は第三小花に当たり、いわゆる籾はこの小花の護穎と内穎である。そしてその基部に一対の鱗片があるのは、包穎に見えるがそうではなく、きわめて退化した第一、第二小花である。真の包穎は肉眼で見えない大きさで存在する。ただしサヤヌカグサでは包穎、第一，第二小花全て完全に退化する。サヤヌカグサ属の他に、ツクシガヤ属などもこのような小穂をつける。
クサヨシ型
同じく単一の小花を含むもので、両性花は第二小花である点もサヤヌカグサ型と同じである。ただし第一、第二小花は小さな鱗片状の護穎のみとなり、それがよく発達した包穎の中に隠れる。種によっては退化した護穎が消失する例もある。クサヨシ属。

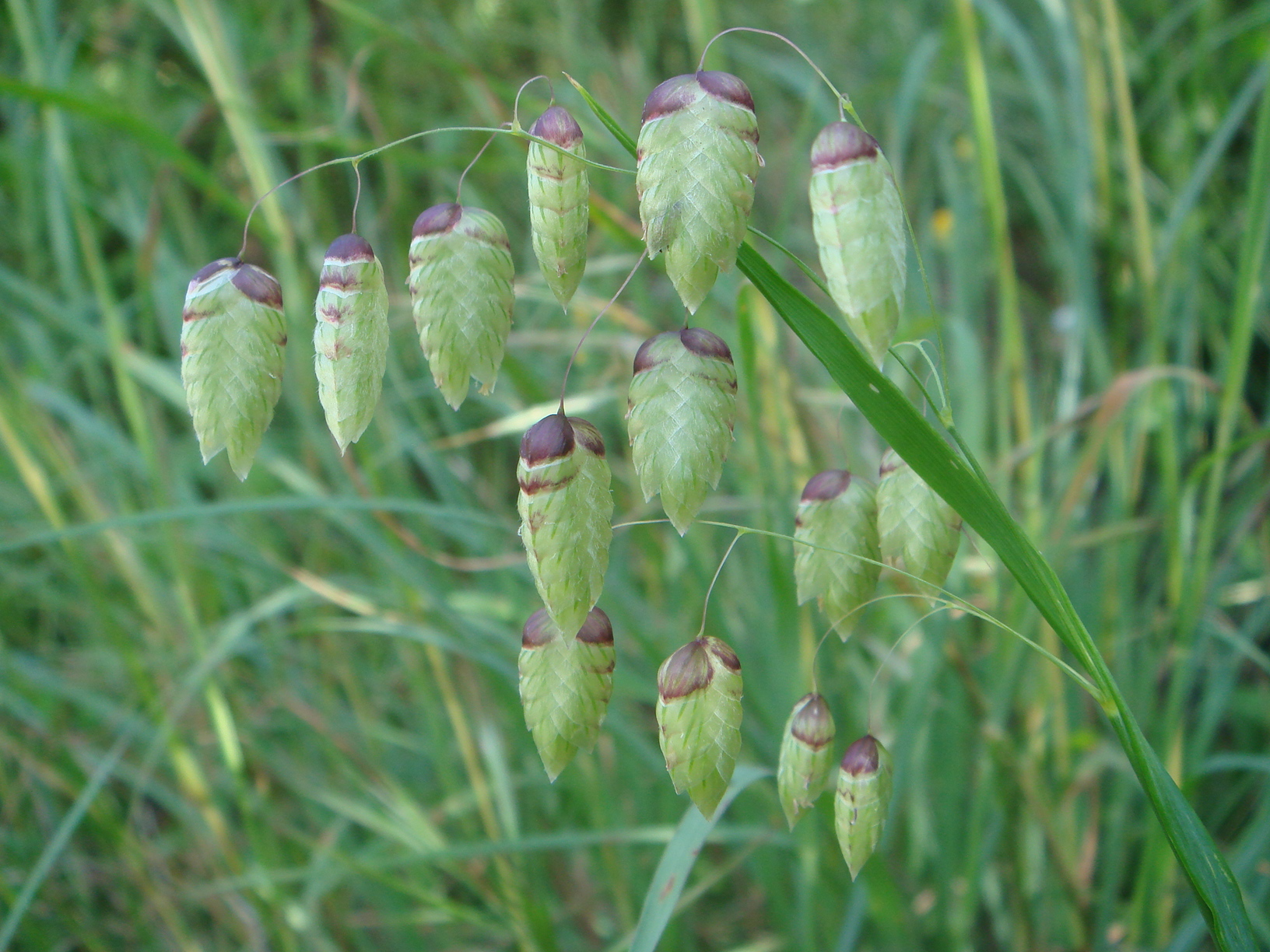
ウシノケグサ型の例：コバンソウ(コバンソウ属) 赤く色づいているのが包穎 それ以下の鱗片は護穎
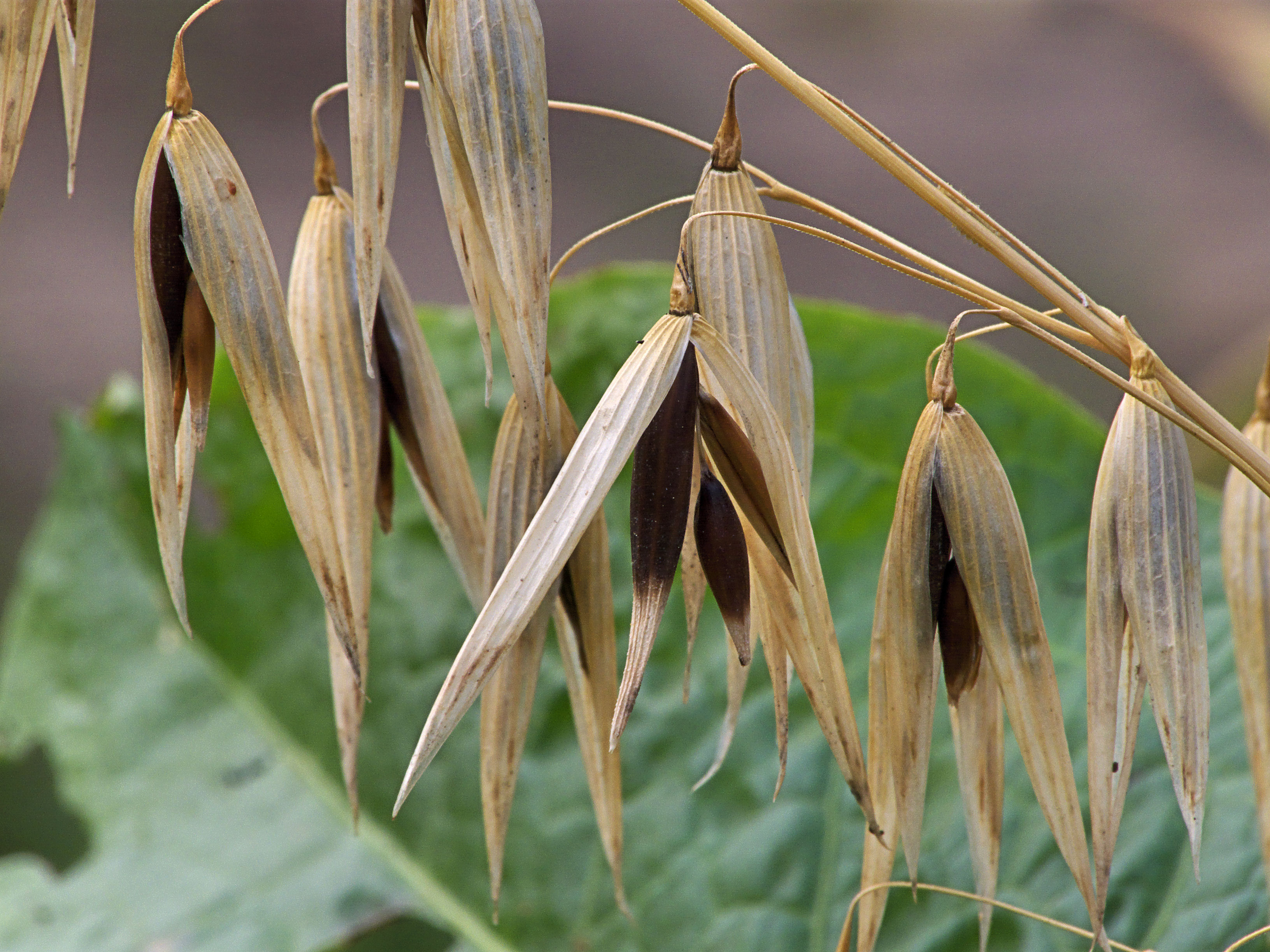
同じくカラスムギ 薄膜状のが包穎 国色づいているのが護穎で芒がある 先端のものほど小さいのがわかる。
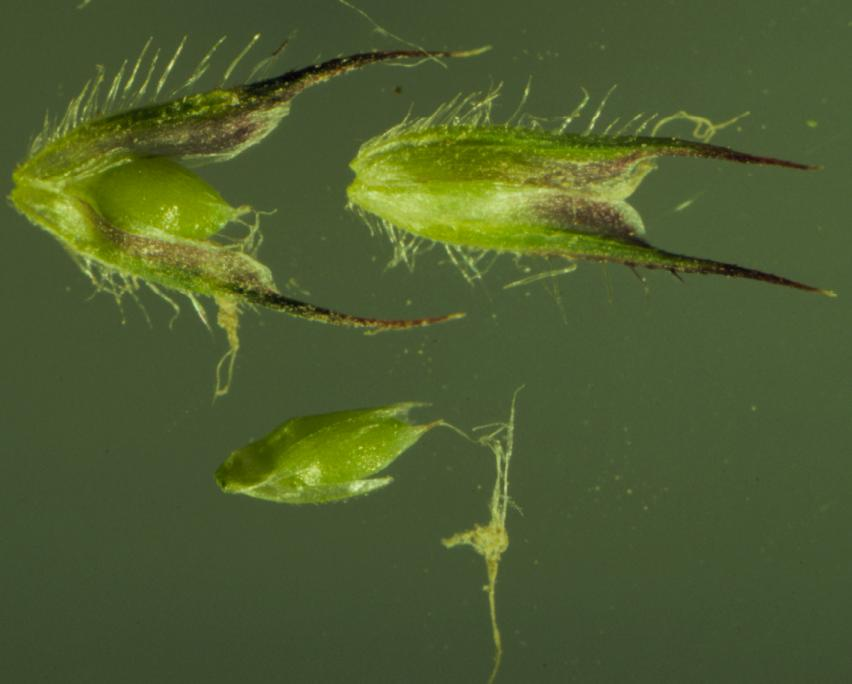
ヌカボ型：ミヤマアワガエリ（アワガエリ属）
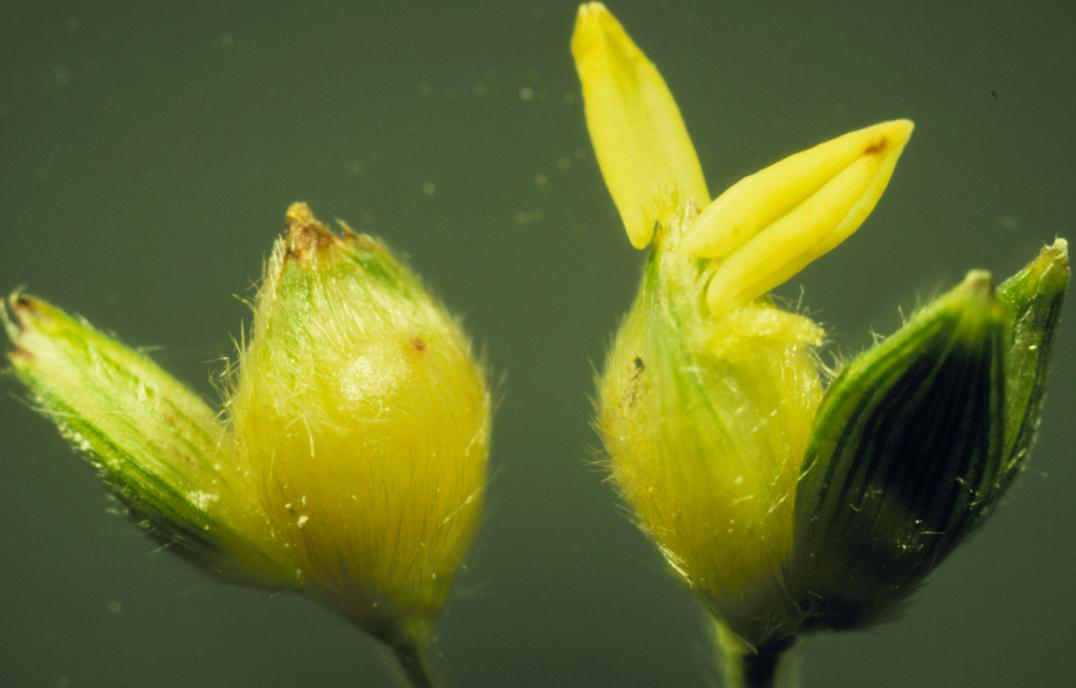
モロコシ型：モロコシ（モロコシ属）
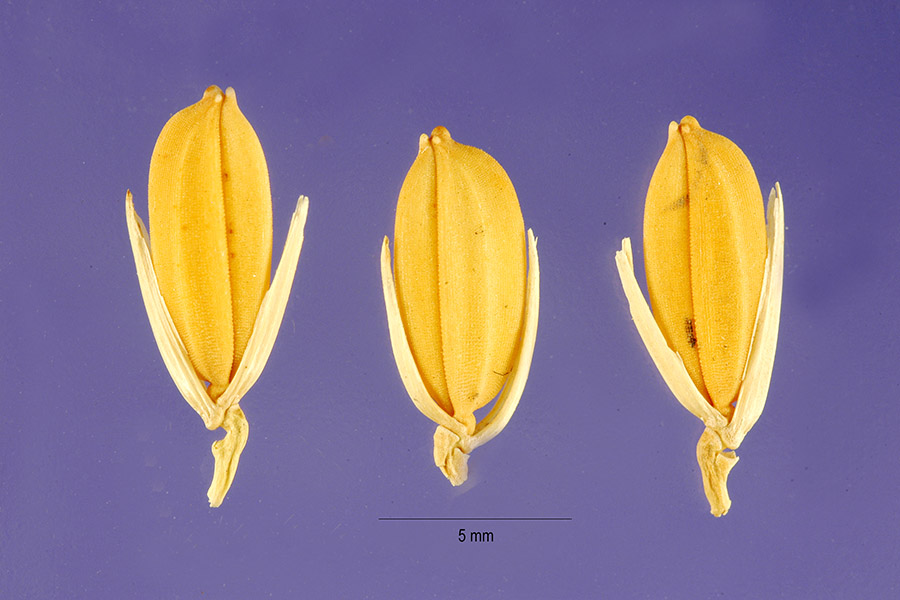
サヤヌカグサ型：Oryza glaberrima（アフリカ産イネの1種）：基部の第一、第二小花の痕跡がはっきり見える。

実際にはこれらからさらに変形した型が多くある。たとえばササクサは数個の小花を含む構造だが、最下の一つだけが完全であり、それより上の小花は護穎だけを残した形に退化している。これはウシノケグサ型からの変形と考えられる。